# Stazione di Cà dell'Orbo
La stazione di Cà dell'Orbo è una fermata ferroviaria a servizio della frazione di Villanova di Castenaso, nella città metropolitana di Bologna. È posta sulla ferrovia Bologna-Portomaggiore.
La stazione, inaugurata nel 1887, sorge in una zona industriale e commerciale di Villanova di Castenaso.
È gestita da Ferrovie Emilia Romagna (FER).

## Strutture e impianti
La stazione è costituita da un marciapiede con pensilina.

## Movimento
Il servizio passeggeri è costituito dai treni regionali della linea S2B (Bologna Centrale - Portomaggiore) del servizio ferroviario metropolitano di Bologna.
I treni sono effettuati da Trenitalia Tper nell'ambito del contratto di servizio stipulato con la regione Emilia-Romagna.
A novembre 2013, l'impianto risultava frequentato da un traffico giornaliero medio di 166 persone.
A novembre 2019, la stazione risultava frequentata da un traffico giornaliero medio di circa 360 persone (112 saliti + 148 discesi).
Ai fini tariffari, la stazione ricade nell'area urbana di Bologna, entro la quale sono validi i normali titoli di viaggio urbani.